# Lonigo
Lonigo is een gemeente in de Italiaanse provincie Vicenza (regio Veneto) en telt 15.771  inwoners (31-12-2021). De oppervlakte bedraagt 49,4 km², de bevolkingsdichtheid is 304 inwoners per km².
De volgende frazioni maken deel uit van de gemeente: Almisano, Bagnolo, Madonna, Monticello.

## Demografie
Lonigo telt ongeveer 5352 huishoudens. Het aantal inwoners steeg in de periode 1991-2001 met 10,2% volgens cijfers uit de tienjaarlijkse volkstellingen van ISTAT.
| Jaar | Inwoneraantal |
| ---- | ------------- |
| 1991 | 12.709        |
| 2001 | 14.005        |

## Geografie
Lonigo grenst aan de volgende gemeenten: Alonte, Arcole (VR), Cologna Veneta (VR), Gambellara, Grancona, Montebello Vicentino, Orgiano, San Bonifacio (VR), San Germano dei Berici, Sarego, Zimella (VR).

## Geboren
- Fabio Baldato (1968), wielrenner